# セイント・アンガー
『セイント・アンガー』（St. Anger）は、2003年に発表されたメタリカの8枚目のオリジナル・アルバム。オリジナルアルバムとしては、前作から約4年ぶりとなる作品。

## 解説
タイトル曲である「セイント・アンガー」のミュージック・ビデオはサン・クエンティン州立刑務所で撮影された。背後に映っているのはエキストラではなく本物の囚人である。
ドラマーのラーズ・ウルリッヒは本作における特徴的なスネア・ドラムのサウンドについて「ある日のリハーサルでうっかりスナッピーをオフにしたまま演奏したことがあったんだけど、あとで録音を聴いたらその音が気に入ったんだ。」と語り、本番のレコーディングでもそのサウンドで通した。この音が気に入らないファンやメディアから批判を浴びたが、「心が狭いね」と一蹴している。
アルバム制作前のジェイソン・ニューステッド脱退による影響からベーシスト不在の状況の中で制作されたため、ベースはプロデューサーのボブ・ロックが担当しているが、アルバム収録曲のミュージック・ビデオでは、完成後、ツアーのサポートメンバーから正式メンバーに昇格したロバート・トゥルージロが出演し、演奏している。
日本のオリコンチャートでは、バンド初であり現在唯一の1位を記録。日本では20万近くを売り上げた。

## 収録曲
1. フランティック - Frantic (5:50)
2. セイント・アンガー - St. Anger (7:21)
3. サム・カインド・オブ・モンスター - Some Kind of Monster (8:26)
4. ダーティー・ウィンドウ - Dirty Window (5:25)
5. インヴィジブル・キッド - Invisible Kid (8:30)
6. マイ・ワールド - My World (5:46)
7. シュート・ミー・アゲイン - Shoot Me Again (7:10)
8. スウィート・アンバー - Sweet Amber (5:27)
9. ジ・アンネームド・フィーリング - The Unnamed Feeling (7:09)
10. ピュアリファイ - Purify (5:14)
11. オール・ウィズイン・マイ・ハンズ - All Within My Hands (8:48)

## プレイヤー
- ジェームズ・ヘットフィールド – ボーカル、リズムギター
- ラーズ・ウルリッヒ – ドラムス
- カーク・ハメット – リードギター
- ボブ・ロック – エレクトリックベース

## 製作
- ボブ・ロック – プロデューサー、エンジニア, ミキシング
- アントン・コービン – 写真撮影
- スコット・カニンガム – production coordination
- Mike Gillies – digital engineer, assistant
- ポール・ウッド– guitar technician
- Wayne Isham – director
- Dana Marshall – プロデューサー
- Vlado Meller – mastering
- Colin Mitchell – camera operator
- Paul Owen – monitors
- Jean Pellerin – editing, camera operator
- Pushead – cover illustration
- Ryan Smith – camera operator